# Valdepeñas de Jaén
Valdepeñas de Jaén település Spanyolországban, Jaén tartományban. Valdepeñas de Jaén Los Villares, Jaén, Campillo de Arenas, Noalejo, Frailes, Alcalá la Real, Castillo de Locubín, Martos és Fuensanta de Martos községekkel határos. Lakosainak száma 3556 fő (2024).

## Népesség
A település népessége az elmúlt években az alábbi módon változott:
| Lakosok száma | 4501 | 4365 | 4224 | 4198 | 4096 | 3988 | 3852 | 3714 | 3597 | 3556 |
|               | 2001 | 2004 | 2007 | 2009 | 2012 | 2014 | 2017 | 2019 | 2022 | 2024 |